# Cidreira (ort)
Cidreira är en ort i Brasilien.   Den ligger i kommunen Cidreira och delstaten Rio Grande do Sul, i den södra delen av landet, 1 600 km söder om huvudstaden Brasília. Cidreira ligger 5 meter över havet och antalet invånare är 8 965.
Terrängen runt Cidreira är mycket platt. Havet är nära Cidreira åt sydost. Trakten är glest befolkad. Det finns inga andra samhällen i närheten. 